# Ivan Svyda
Ivan Svyda (en ukrainien : Іван Юрійович Свида, né le 15 février 1950) est un général ukrainien qui occupait le poste de chef d'état-major de l'armée et de commandant de l'armée de terre d'Ukraine.

## Carrière
En 1993 il était colonel de la 17e division blindée ukrainienne.
Il fut chef d'état-major l'armée de 2009 à 2010 et de 2007 à 2009 commandant de l'Armée de terre ukrainienne.